# Alto de Trevim

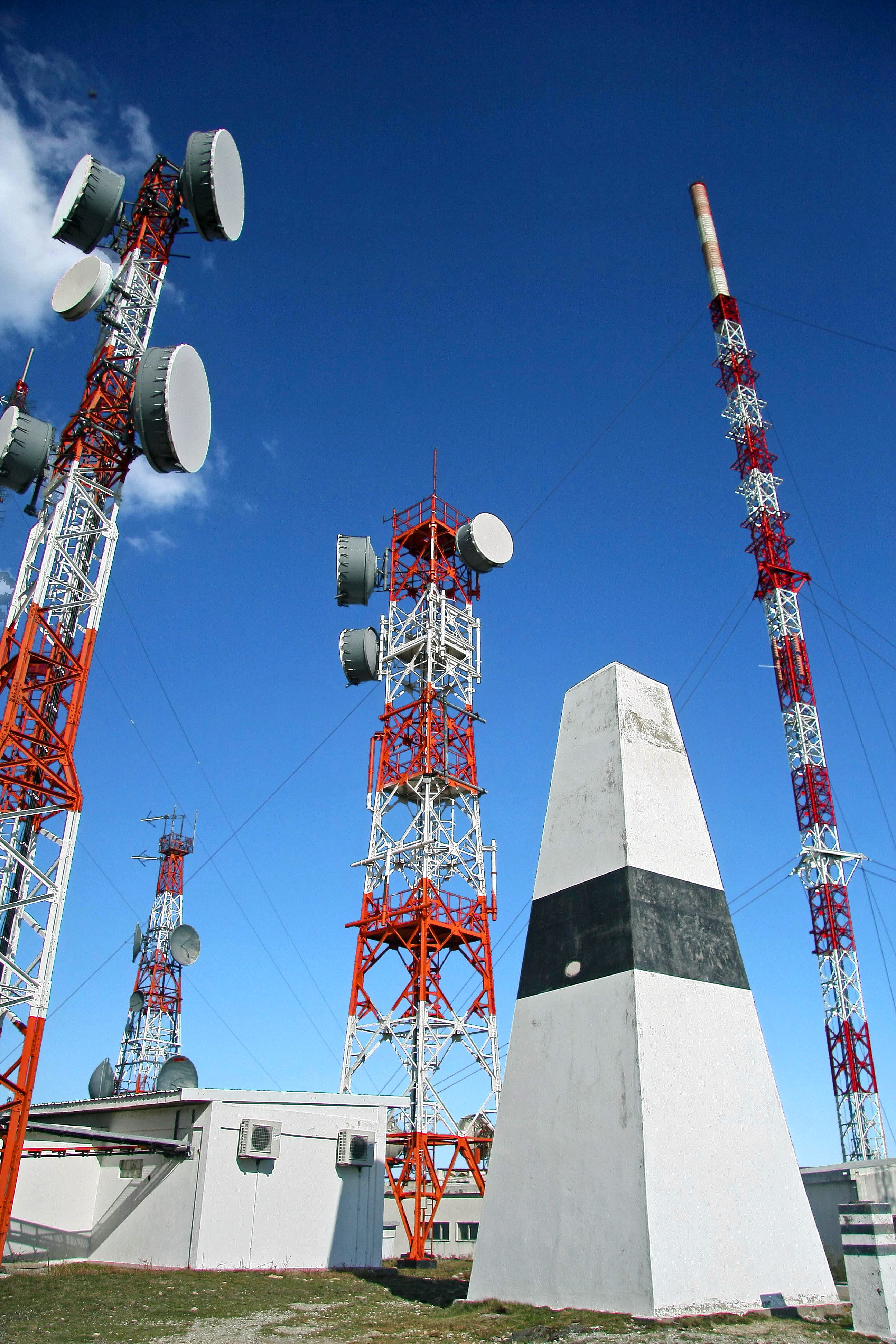
Alto de Trevim

Alto de Trevim é o ponto mais alto da Serra da Lousã com 1 205 metros. Situa-se na confluência dos concelhos da Lousã e de Góis, ambos do distrito de Coimbra e do concelho da Castanheira de Pera, do distrito de Leiria.